# Olophrum assimile
Olophrum assimile är en skalbaggsart som först beskrevs av Gustaf von Paykull 1800.  Olophrum assimile ingår i släktet Olophrum, och familjen kortvingar. Arten är reproducerande i Sverige.